# Duta tenuicornis
Duta tenuicornis är en stekelart som först beskrevs av Alan Parkhurst Dodd 1920.  Duta tenuicornis ingår i släktet Duta och familjen Scelionidae. Inga underarter finns listade i Catalogue of Life.